# Tom Clancy's
 (juin 2023).
La mise en forme du texte ne suit pas les recommandations de Wikipédia : il faut le « wikifier ».
Les points d'amélioration suivants sont les cas les plus fréquents. Le détail des points à revoir est peut-être précisé sur la page de discussion.
- Les titres sont pré-formatés par le logiciel. Ils ne sont ni en capitales, ni en gras.
- Le texte ne doit pas être écrit en capitales (les noms de famille non plus), ni en gras, ni en italique, ni en « petit »…
- Le gras n'est utilisé que pour surligner le titre de l'article dans l'introduction, une seule fois.
- L'italique est rarement utilisé : mots en langue étrangère, titres d'œuvres, noms de bateaux, etc.
- Les citations ne sont pas en italique mais en corps de texte normal. Elles sont entourées par des guillemets français : « et ».
- Les listes à puces sont à éviter, des paragraphes rédigés étant largement préférés. Les tableaux sont à réserver à la présentation de données structurées (résultats, etc.).
- Les appels de note de bas de page (petits chiffres en exposant, introduits par l'outil «  Source ») sont à placer entre la fin de phrase et le point final[comme ça].
- Les liens internes (vers d'autres articles de Wikipédia) sont à choisir avec parcimonie. Créez des liens vers des articles approfondissant le sujet. Les termes génériques sans rapport avec le sujet sont à éviter, ainsi que les répétitions de liens vers un même terme.
- Les liens externes sont à placer uniquement dans une section « Liens externes », à la fin de l'article. Ces liens sont à choisir avec parcimonie suivant les règles définies. Si un lien sert de source à l'article, son insertion dans le texte est à faire par les notes de bas de page.
- La présentation des références doit suivre les conventions bibliographiques. Il est recommandé d'utiliser les modèles {{Ouvrage}}, {{Chapitre}}, {{Article}}, {{Lien web}} et/ou {{Bibliographie}}. Le mode d'édition visuel peut mettre en forme automatiquement les références.
- Insérer une infobox (cadre d'informations à droite) n'est pas obligatoire pour parachever la mise en page.

Pour une aide détaillée, merci de consulter Aide:Wikification.
Si vous pensez que ces points ont été résolus, vous pouvez retirer ce bandeau et améliorer la mise en forme d'un autre article.
Tom Clancy's est une licence utilisée par la société de jeux vidéo Ubisoft pour plusieurs jeux vidéo, dont certains présentent les œuvres de l'auteur américain Tom Clancy, tandis que d'autres non. Les différentes sous-séries n'ont souvent aucun lien entre elles, à quelques exceptions près, bien que la plupart soient des jeux de tir se déroulant dans un cadre militaire moderne ou proche de l'avenir.

## Histoire
En 1996, Clancy a co-fondé l'entreprise de développement de jeux vidéo Red Storm Entertainment. Red Storm a ensuite été racheté par l'éditeur Ubisoft, qui a continué à utiliser le nom de Clancy, bien que l'étendue de l'implication réelle de Clancy dans la création des jeux et le développement des propriétés intellectuelles, s'il y en a eu, ne soit pas clair.
Cette série de jeux comprend :
- The Hunt for Red October (1987) : simulation de sous-marin vaguement basée sur le roman du même nom. Produit par Grandslam Entertainment pour IBM PC, C64 et Amiga.
- Red Storm Rising (1988) : simulation de sous-marin vaguement basée sur le roman du même nom. Produit par MicroProse pour IBM PC, C64 et Amiga.
- The Hunt for Red October (1990) : simulation de sous-marin basée sur le film du même nom. Produit par Grandslam Entertainment pour Amiga, Amstrad CPC, Atari ST, C64, DOS et ZX Spectrum.
- The Hunt for Red October (1990) : simulation de sous-marin basée sur le film du même nom. Produit pour NES, Game Boy et SNES.
- Le Cardinal du Kremlin (1991) : Simulation de gestion basée sur le roman du même nom. Produit par Capstone Software pour Amiga et DOS.
- SSN (1996) : simulation de sous-marin basée sur le roman du même nom. Produit par Simon & Schuster Interactive pour IBM PC.
- Ruthless.com (1998) par Red Storm Entertainment : jeu de stratégie basé vaguement sur le livre du même nom.
- Shadow Watch (2000) : jeu de stratégie au tour par tour basée sur le roman Power Plays du même nom[1].
- The Sum of All Fears (2002) : jeu de tir tactique à la première personne de style similaire à Rainbow Six, mais basé sur le moteur Ghost Recon. L'intrigue est basée sur le film du même nom. Produit par Ubisoft pour Microsoft Windows et la console Nintendo GameCube.

En 2008, Ubisoft a acquis les droits d'utilisation du nom et des œuvres de Clancy pour les jeux vidéo et autres médias associés, y compris les livres et les films,.

## Jeux

### Rainbow Six(depuis 1998)
La série Rainbow Six : Jeux de tir tactique à la première personne, basés sur le roman du même nom, se déroulant généralement dans des environnements urbains fermés.
15 jeux Rainbow Six ont été produits à ce jour.
- Tom Clancy's Rainbow Six (1998)
  - Tom Clancy's Rainbow Six: Eagle Watch (1999)
- Tom Clancy's Rainbow Six: Rogue Spear (1999)
  - Tom Clancy's Rainbow Six: Urban Operations (2000)
  - Tom Clancy's Rainbow Six: Covert Operations Essentials (2000)
  - Tom Clancy's Rainbow Six: Black Thorn (2001)
- Tom Clancy's Rainbow Six: Take-Down – Missions in Korea (2001) (non commercialisé en dehors de la Corée)
- Tom Clancy’s Rainbow Six: Lone Wolf (2002)
- Tom Clancy's Rainbow Six 3: Raven Shield (2003)
  - Tom Clancy's Rainbow Six 3: Athena Sword (2004)
  - Tom Clancy's Rainbow Six 3: Black Arrow (2004)
  - Tom Clancy's Rainbow Six 3: Iron Wrath (2005)
- Tom Clancy's Rainbow Six: Broken Wing (2003)
- Tom Clancy's Rainbow Six: Urban Crisis (2004)
- Tom Clancy's Rainbow Six: Lockdown (2005)
- Tom Clancy's Rainbow Six: Critical Hour (2006)
- Tom Clancy's Rainbow Six: Vegas (2006)
- Tom Clancy's Rainbow Six: Vegas 2 (2008)
- Tom Clancy's Rainbow Six: Shadow Vanguard (2011)
- Tom Clancy's Rainbow 6: Patriots (annulé)
- Tom Clancy's Rainbow Six: Siege (2015)
- Tom Clancy's Rainbow Six: Extraction (2022)
- Tom Clancy's Rainbow Six Mobile (TBA)

### Ghost Recon(depuis 2001)
La série Ghost Recon : Jeux de tir à la première et à la troisième personne basés sur des escouades. Contrairement à Rainbow Six, Ghost Recon se déroule généralement dans des environnements extérieurs plus grands.
Il y a eu 15 jeux Ghost Recon jusqu'à présent.
- Tom Clancy's Ghost Recon (2001)
- Tom Clancy's Ghost Recon: Desert Siege (2002)
- Tom Clancy's Ghost Recon: Island Thunder (2002)
- Tom Clancy's Ghost Recon: Jungle Storm (2004)
- Tom Clancy's Ghost Recon 2 (2004)
- Tom Clancy's Ghost Recon 2: Summit Strike (2005)
- Tom Clancy's Ghost Recon Advanced Warfighter (2006)
- Tom Clancy's Ghost Recon Advanced Warfighter 2 (2007)
- Tom Clancy's Ghost Recon: Predator (2010)
- Tom Clancy's Ghost Recon (2010)
- Tom Clancy's Ghost Recon: Shadow Wars (2011)
- Tom Clancy's Ghost Recon: Future Soldier (2012)
- Tom Clancy's Ghost Recon Phantoms (2014)
- Tom Clancy's Ghost Recon Wildlands (2017)
- Tom Clancy's Ghost Recon Breakpoint (2019)[4],[5]
- Tom Clancy's Ghost Recon Frontline (annulé)

### Splinter Cell(depuis 2002)
La série Splinter Cell : Jeux d'action-aventure, de tir à la troisième personne, de dissimulation et  d'infiltration ; Elle a récemment donné naissance a une série de livres écrits par différents auteurs, tous écrivant sous le pseudonyme de David Michaels.
- Tom Clancy's Splinter Cell (2002)
- Tom Clancy's Splinter Cell: Pandora Tomorrow (2004)
- Tom Clancy's Splinter Cell: Chaos Theory (2005)
- Tom Clancy's Splinter Cell: Essentials (2006)
- Tom Clancy's Splinter Cell: Double Agent (2006)
- Tom Clancy's Splinter Cell: Conviction (2010)
- Tom Clancy's Splinter Cell: Blacklist (2013)
- Tom Clancy's Splinter Cell: Remake (TBA)

### Endwar(2008-2014)
La série EndWar : jeu de guerre de stratégie; situé dans une troisième guerre mondiale spéculative, se déroulant en 2020.
- Tom Clancy's EndWar (2008)
- Tom Clancy's EndWar Online (2014) (fermé)

### H.A.W.X.(2009–2010)
Série HAWX : jeux vidéo de simulateur de vol de combat arcade.
- Tom Clancy's H.A.W.X (2009)
- Tom Clancy's H.A.W.X 2 (2010)

### The Division(depuis 2016)
Tom Clancy's The Division est un jeu vidéo de tir à la troisième personne développé par Massive Entertainment et publié par Ubisoft, avec l'aide de Red Storm Entertainment. The Division se déroule dans la ville de New York dystopique, au lendemain d'une pandémie de variole; le joueur incarne un agent de la Division, communément appelée simplement "The Division", il est chargé d'aider a la reconstruction des opérations à Manhattan, d'enquêter sur la nature de l'épidémie et de combattre les activités criminelles qui en découlent. The Division est structurée avec des éléments de jeux de rôle, ainsi que du multijoueur en ligne collaboratifs et joueur contre joueur.
Le jeu a reçu des critiques positives et a été un succès commercial, Ubisoft déclarant que le jeu a battu le record de l'entreprise pour le plus grand nombre de ventes le premier jour. Une semaine après la sortie du jeu, Ubisoft a déclaré que The Division était le jeu le plus vendu de la société et le plus grand lancement d'une nouvelle franchise de jeu en début de semaine, générant un chiffre d'affaires estimé à 330 millions de dollars.
- Tom Clancy's The Division (2016)
- Tom Clancy's The Division 2 (2019)
- Tom Clancy's The Division: Heartland (Annulé)
- Tom Clancy's The Division Resurgence

### Autres
- Tom Clancy's Elite Squad (fermé) [6]
- XDefiant (2024) [7]